# Lobobunaea erythrotes
Lobobunaea erythrotes är en fjärilsart som beskrevs av Karsch 1893. Lobobunaea erythrotes ingår i släktet Lobobunaea och familjen påfågelsspinnare. Inga underarter finns listade i Catalogue of Life.